# Lari (divinità)

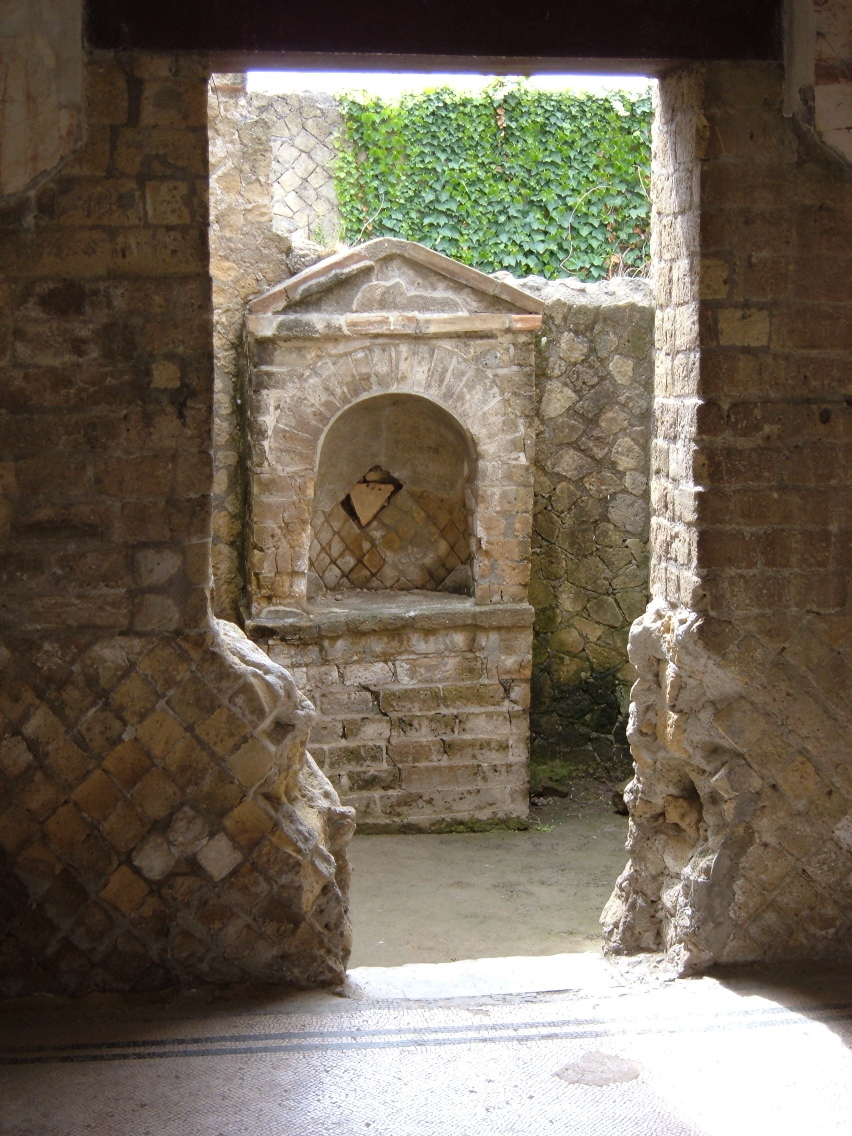
Un'edicola destinata a larario in una domus di Ercolano (Herculaneum)

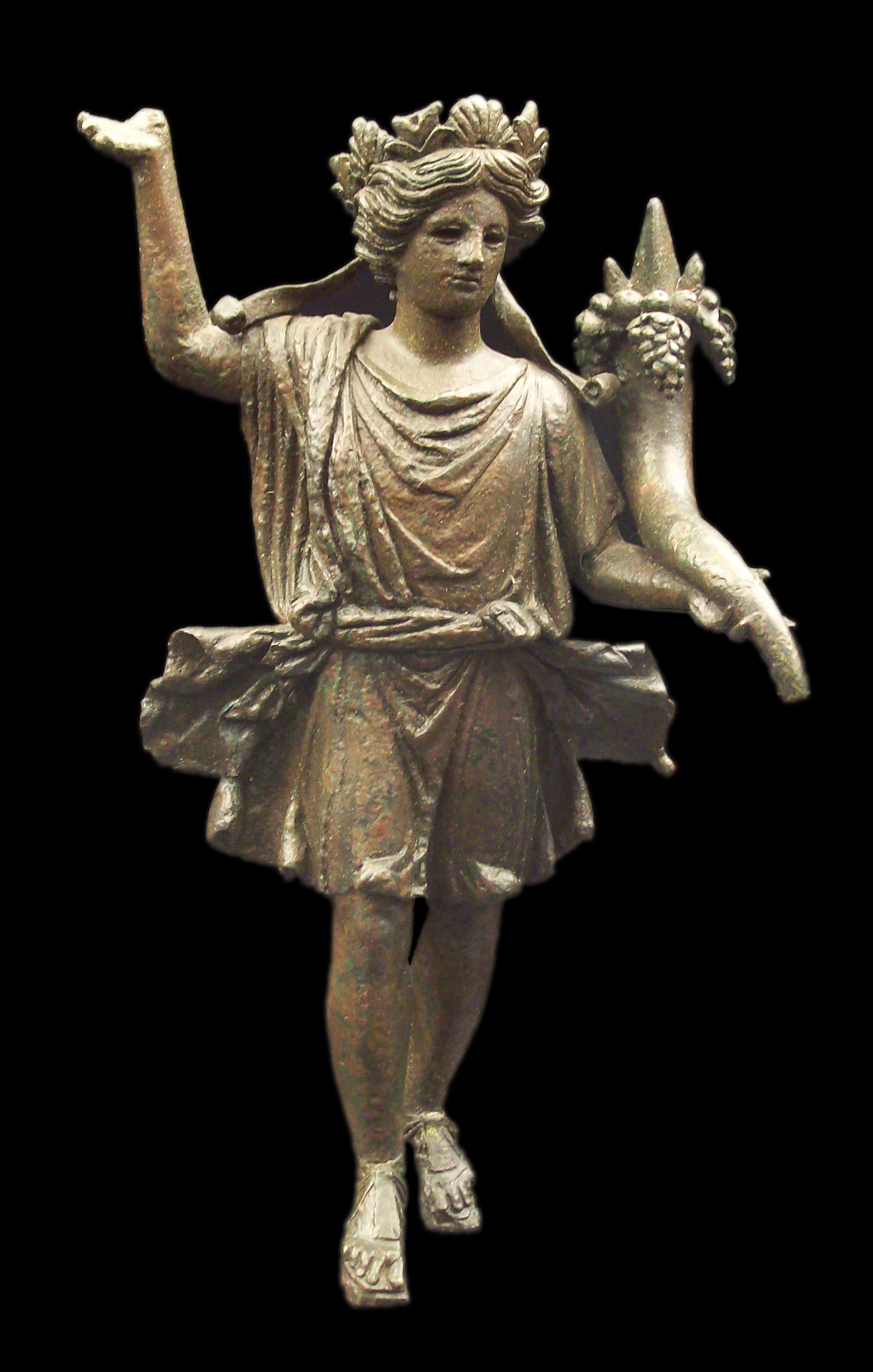
Lar di bronzo del I secolo

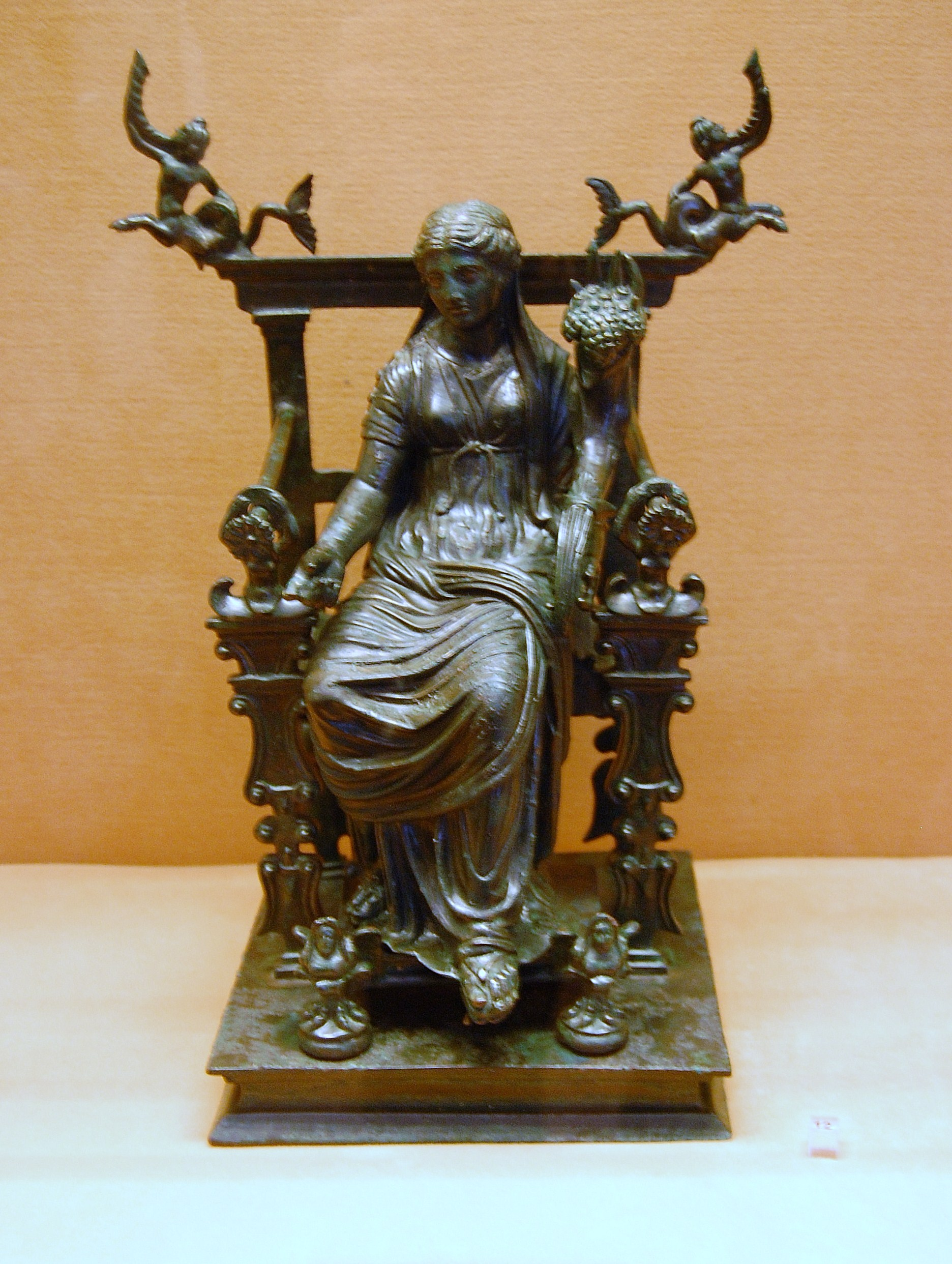
Lari presso il Museo archeologico nazionale di Napoli, Italia

I Lari (dal latino lar(es), "focolare", derivato dall'etrusco lar, "padre") sono figure della religione romana che rappresentano gli spiriti protettori degli antenati defunti che, secondo le tradizioni romane, vegliavano sul buon andamento della famiglia, della proprietà o delle attività in generale.  
Agostino di Ippona nella sua opera La città di Dio, in cui cita Apuleio, riporta che sono le anime dei defunti buoni:
(Agostino di Ippona, La città di Dio IX,11)

## Lares familiares
Naturalmente, i più diffusi erano i Lares familiares, che rappresentavano gli antenati. L'antenato veniva raffigurato con una statuetta di terracotta, legno o cera, chiamata sigillum (da signum, "segno", "effigie", "immagine"). All'interno della domus, tali statuette venivano collocate nella nicchia di un'apposita edicola detta larario e, in particolari occasioni o ricorrenze, onorate con l'accensione di una fiammella. Ogni avvenimento importante era messo sotto la protezione dei Lari con sacrifici e offerte: per esempio il raggiungimento dell'età adulta, la partenza per un viaggio oppure il ritorno di qualcuno, il matrimonio, le nascite.
Servio Mario Onorato scrisse che il culto dei Lari era stato indotto dall'antica tradizione di seppellire in casa i morti. Secondo la testimonianza di Plauto i Lari venivano rappresentati come cani e le loro immagini venivano conservate nei pressi della porta di casa. Una fra le più diffuse iconografie li presenta come giovinetti che indossano una corta tunica ed alti calzari, mentre versano del vino dal rhyton in coppe.
Il 17 dicembre si svolgeva la festa dei Saturnali, durante la quale i parenti si scambiavano in dono i sigilla, piccole statuine raffiguranti defunti o lari. Quando la festa fu estesa fino al 23 dicembre, l'ultimo giorno, durante i quali avveniva lo scambio dei regali, assunse il nome di Sigillaria.

## Lares pubblici
I Lari ebbero anche un culto pubblico:
- Lares Compitales, Lari degli incroci stradali.
- Lares Permarini, protettori della navigazione (al culto dei quali è attribuito il tempio "D" nell'area sacra di Largo di Torre Argentina a Roma).
- Lares Praestites, di solito accompagnati da un cane (protettori dei confini della città).
- Lares Augusti, per estensione i Lari della famiglia imperiale, in quanto protettori dell'Imperatore, erano ritenute divinità benefiche anche in tutto l'impero e perciò venerate da tutti i sudditi.
- Lares Viales, proteggono i viaggiatori.

In origine i Lari erano probabilmente legati alla difesa dei confini e dei passaggi e per questo erano venerati anche come protettori dei campi e dei crocicchi. Furono identificati con i Lari anche Romolo e Remo.